# Отворено првенство Мајамија у тенису 2011.
Отворено првенство Мајамија 2011. (познатији као Мајами мастерс 2011. у мушкој конкуренцији) био је тениски турнир који се играо у Ки Бискејну, на Флориди, у току друге двије седмице марта 2011. Турнир се играо 27. пут, а ове сезоне је због спонзора познат као Sony Ericsson Open. Турнир је дио Мастерс 1000 серије турнира за мушкарце, а Обавезни Премијер турнир за жене. Турнир се одржавао на теренима Тениског центра у Крендон парку од 21. марта до 3. априла 2011.

## Турнир
Отворено првенство Мајамија 2011. се играло на теренима Тениског центра у Крендон парку, у Мајамију. Турнир се играо 27. пут, од 21. марта до 3. априла. Дио је АТП мастерс 1000 серије турнира за мушкарце, а Обавезни Премијер турнир за жене. Други је турнир у сезони у обје категорије. Турнир се играо на подлози која се зове 12 Laykold Cushion Plus, коју је ИТФ оцијенила као спору.

## Поени и новчана награда

### Поени
| Успјех        | Мушкарци појединачно | Мушки парови | Жене појединачно | Женски парови |
| ------------- | -------------------- | ------------ | ---------------- | ------------- |
| Побједа       | 1000                 | 1000         | 1000             | 1000          |
| Финале        | 600                  | 600          | 700              | 700           |
| Полуфинале    | 360                  | 360          | 450              | 450           |
| Четвртфинале  | 180                  | 180          | 250              | 250           |
| Осмина финала | 90                   | 90           | 140              | 140           |
| Треће коло    | 45                   | –            | 80               | –             |
| Друго коло    | 25 (10)              | –            | 50               | –             |
| Прво коло     | 10                   | 45           | 5                | 80            |
| Квалификант   | 12                   | –            | 30               | –             |

### Новчана награда
| Успјех                  | Мушкарци појединачно | Мушки парови | Жене појединачно | Женски парови |
| ----------------------- | -------------------- | ------------ | ---------------- | ------------- |
| Побједа                 | 611.000$             | 200.200$     | 700.000$         | 237.000$      |
| Финале                  | 298.200$             | 97.700$      | 350.000$         | 118.500$      |
| Полуфинале              | 149.450$             | 49.970$      | 150.000$         | 51.000$       |
| Четвртфинале            | 76.195$              | 24.960$      | 64.700$          | 22.000$       |
| Осмина финала           | 40.160$              | 13.160$      | 32.000$          | 11.500$       |
| Треће коло              | 21.495$              | –            | 18.740$          | –             |
| Друго коло              | 11.605$              | –            | 11.500$          | –             |
| Прво коло               | 7.115$               | 7.040$       | 7.050$           | 4.000$        |
| Финале квалификација    | 2.120$               | –            | 2.100$           | –             |
| Прво коло квалификација | 1.085$               | –            | 1.050$           | –             |

## Учесници
| Тенисер               | Ранг* | Носилац | Успјех        | Противник             |
| --------------------- | ----- | ------- | ------------- | --------------------- |
| Рафаел Надал          | 1     | 1       | Финале        | Новак Ђоковић         |
| Новак Ђоковић         | 2     | 2       | Побједник     | Побједник             |
| Роџер Федерер         | 3     | 3       | Полуфинале    | Рафаел Надал          |
| Робин Седерлинг       | 4     | 4       | Треће коло    | Хуан Мартин дел Потро |
| Енди Мари             | 5     | 5       | Друго коло    | Алекс Богомолов млађи |
| Давид Ферер           | 6     | 6       | Четвртфинале  | Марди Фиш             |
| Томаш Бердих          | 7     | 7       | Четвртфинале  | Рафаел Надал          |
| Енди Родик            | 8     | 8       | Друго коло    | Пабло Куевас          |
| Фернандо Вердаско     | 9     | 9       | Друго коло    | Пабло Андухар         |
| Јирген Мелцер         | 10    | 10      | Друго коло    | Филип Печнер          |
| Николас Алмагро       | 12    | 11      | Треће коло    | Флоријан Мајер        |
| Станислас Вавринка    | 13    | 12      | Друго коло    | Марсел Гранољерс      |
| Михаил Јужни          | 14    | 13      | Треће коло    | Оливје Рокус          |
| Марди Фиш             | 15    | 14      | Полуфинале    | Новак Ђоковић         |
| Жо-Вилфрид Цонга      | 16    | 15      | Треће коло    | Александар Долгополов |
| Виктор Троицки        | 17    | 16      | Осмина финала | Новак Ђоковић         |
| Ришар Гаске           | 18    | 17      | Треће коло    | Марди Фиш             |
| Марин Чилић           | 20    | 18      | Друго коло    | Јанко Типсаревић      |
| Сем Квери             | 21    | 19      | Треће коло    | Виктор Троицки        |
| Алберт Монтањес       | 22    | 20      | Друго коло    | Флоријан Мајер        |
| Александар Долгополов | 23    | 21      | Осмина финала | Рафаел Надал          |
| Маркос Багдатис       | 24    | 22      | Друго коло    | Оливје Рокус          |
| Микаел Љодра          | 25    | 23      | Треће коло    | Марсел Гранољерс      |
| Гиљермо Гарсија-Лопез | 26    | 24      | Друго коло    | Кевин Андерсон        |
| Жил Симон             | 27    | 25      | Четвртфинале  | Роџер Федерер         |
| Хуан Игнасио Чела     | 28    | 26      | Друго коло    | Фелисијано Лопез      |
| Томас Белучи          | 30    | 27      | Друго коло    | Џејмс Блејк           |
| Ернестс Гулбис        | 31    | 28      | Друго коло    | Карлос Берлок         |
| Филип Колшрајбер      | 32    | 29      | Друго коло    | Хуан Мартин дел Потро |
| Џон Изнер             | 33    | 30      | Осмина финала | Кевин Андерсон        |
| Милош Раонић          | 34    | 31      | Друго коло    | Сомдев Деварман       |
| Хуан Монако           | 35    | 32      | Треће коло    | Роџер Федерер         |

| Тенисер                     | Ранг* | Носилац | Успјех        | Противница              |
| --------------------------- | ----- | ------- | ------------- | ----------------------- |
| Каролина Возњацки           | 1     | 1       | Осмина финала | Андреа Петковић         |
| Ким Клајстерс               | 2     | 2       | Четвртфинале  | Викторија Азаренка      |
| Вера Звонарјова             | 3     | 3       | Полуфинале    | Викторија Азаренка      |
| Саманта Стосур              | 4     | 4       | Осмина финала | Марија Шарапова         |
| Франческа Скјавоне          | 5     | 5       | Осмина финала | Агњешка Радвањска       |
| Јелена Јанковић             | 6     | 6       | Четвртфинале  | Андреа Петковић         |
| Ли На                       | 7     | 7       | Друго коло    | Јоана Ларсон            |
| Викторија Азаренка          | 9     | 8       | Побједница    | Побједница              |
| Агњешка Радвањска           | 10    | 9       | Четвртфинале  | Вера Звонарјова         |
| Шахар Пер                   | 12    | 10      | Друго коло    | Анабел Медина Гаригес   |
| Светлана Кузњецова          | 13    | 11      | Треће коло    | Пенг Шуај               |
| Петра Квитова               | 14    | 12      | Треће коло    | Анастазија Пављученкова |
| Флавија Пенета              | 15    | 13      | Друго коло    | Ивета Бенешова          |
| Каја Канепи                 | 16    | 14      | Друго коло    | Виржини Разано          |
| Марион Бартоли              | 17    | 15      | Осмина финала | Марион Бартоли          |
| Марија Шарапова             | 18    | 16      | Финале        | Викторија Азаренка      |
| Анастазија Пављученкова     | 19    | 17      | Осмина финала | Викторија Азаренка      |
| Нађа Петрова                | 20    | 18      | Друго коло    | Забине Лизики           |
| Ана Ивановић                | 21    | 19      | Осмина финала | Ким Клајстерс           |
| Араван Резај                | 22    | 20      | Друго коло    | Шуај Пенг               |
| Андреа Петковић             | 23    | 21      | Полуфинале    | Марија Шарапова         |
| Алиса Клејбанова            | 24    | 22      | Друго коло    | Јекатарина Макарова     |
| Јанина Викмајер             | 25    | 23      | Друго коло    | Јелена Веснина          |
| Марија Кириленко            | 26    | 24      | Треће коло    | Агњешка Радвањска       |
| Доминика Цибулкова          | 27    | 25      | Треће коло    | Викторија Азаренка      |
| Александра Дулгеру          | 28    | 26      | Четвртфинале  | Марија Шарапова         |
| Марија Хосе Мартинез Санчез | 29    | 27      | Треће коло    | Ким Клајстерс           |
| Јармила Грот                | 30    | 28      | Треће коло    | Вера Звонарјова         |
| Данијела Хантухова          | 31    | 29      | Треће коло    | Каролина Возњацки       |
| Луција Шафаржова            | 32    | 30      | Треће коло    | Саманта Стосур          |
| Цветана Пиронкова           | 33    | 31      | Друго коло    | Лурдес Домингес Лино    |
| Клара Закопалова            | 34    | 32      | Треће коло    | Јелена Јанковић         |